# Грозданова, Диляна
Диляна Николова Грозданова (болг. Диляна Николова Грозданова; 4 ноября 1957, София — 22 апреля 2025, София) — болгарская журналистка, политик от НДСВ и ССД, депутат XXXIX Народного собрания.

## Биография
Диляна Грозданова родилась 4 ноября 1957 года в Софии, Болгария. По материнской линии она является дочерью революционера ВМРО Панчо Тошева и внучкой Дончо Щипянчето.
Окончила Софийский университет «Климент Охридский» по специальности «Журналистика».
Работала репортёром на Болгарском национальном радио и Болгарском национальном телевидении, была ведущей программы «Озвуч» на Болгарском национальном телевидении, имиджмейкером Стефана Софиянского (1999), основателем партии Стефана Софиянского — ССД, депутат от НДСВ в XXXIX Народном собрании. В январе 2005 года она покинула парламент, а непосредственно перед началом предвыборной кампании вышла из состава СДП и отказалась от политической деятельности. Она стала исполнительным директором и ведущей еженедельного шоу «Озвуч» на телеканале TV7, владельцем которого является её муж Любомир Павлов. В конце 2011 года она стала председателем издательского совета «Вестникарской группы Болгария», которой в то время принадлежали газеты «Труд» и «24 часа».
Умерла 22 апреля 2025 года в 67-летнем возрасте в Софии из-за проблем со здоровьем после того, как несколько лет назад ей поставили диагноз рассеянный склероз.